# ريتشارد سيمون شارب

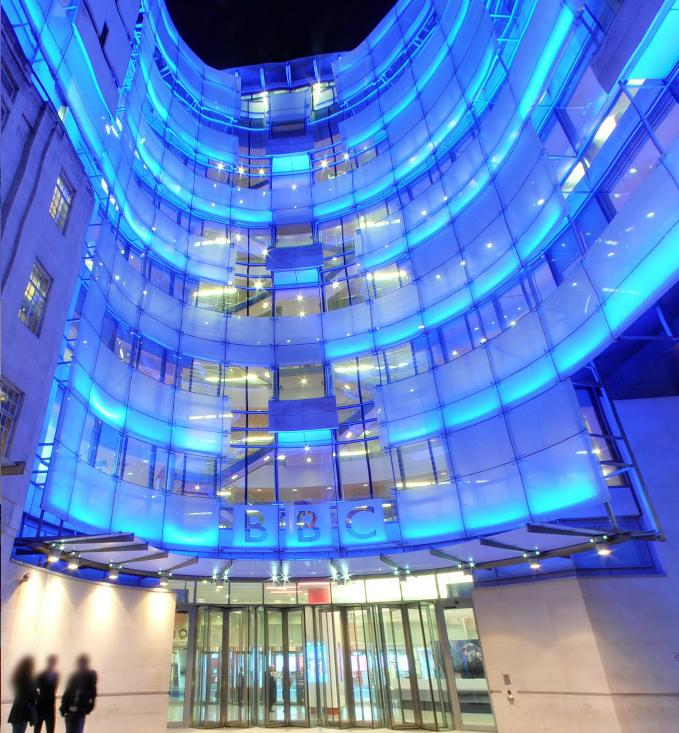
لم يكمل شارب فترته كرئيس لهيئة الإذاعة البريطانية

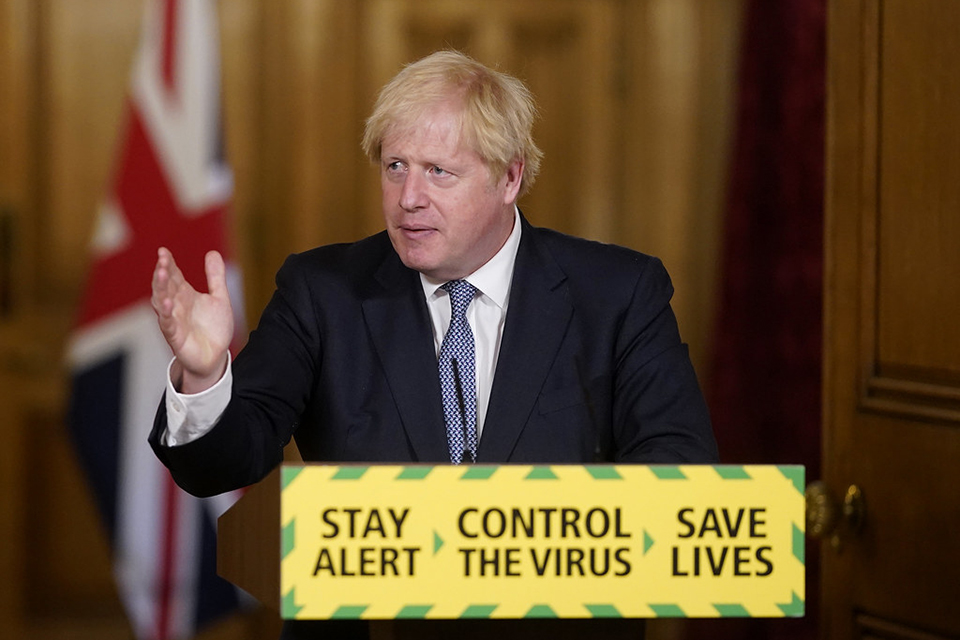
لم يفصح شارب عن مساعدته رئيس الوزراء البريطاني السابق ، جونسون ، في الحصول على قرض إبان عمله في البنك

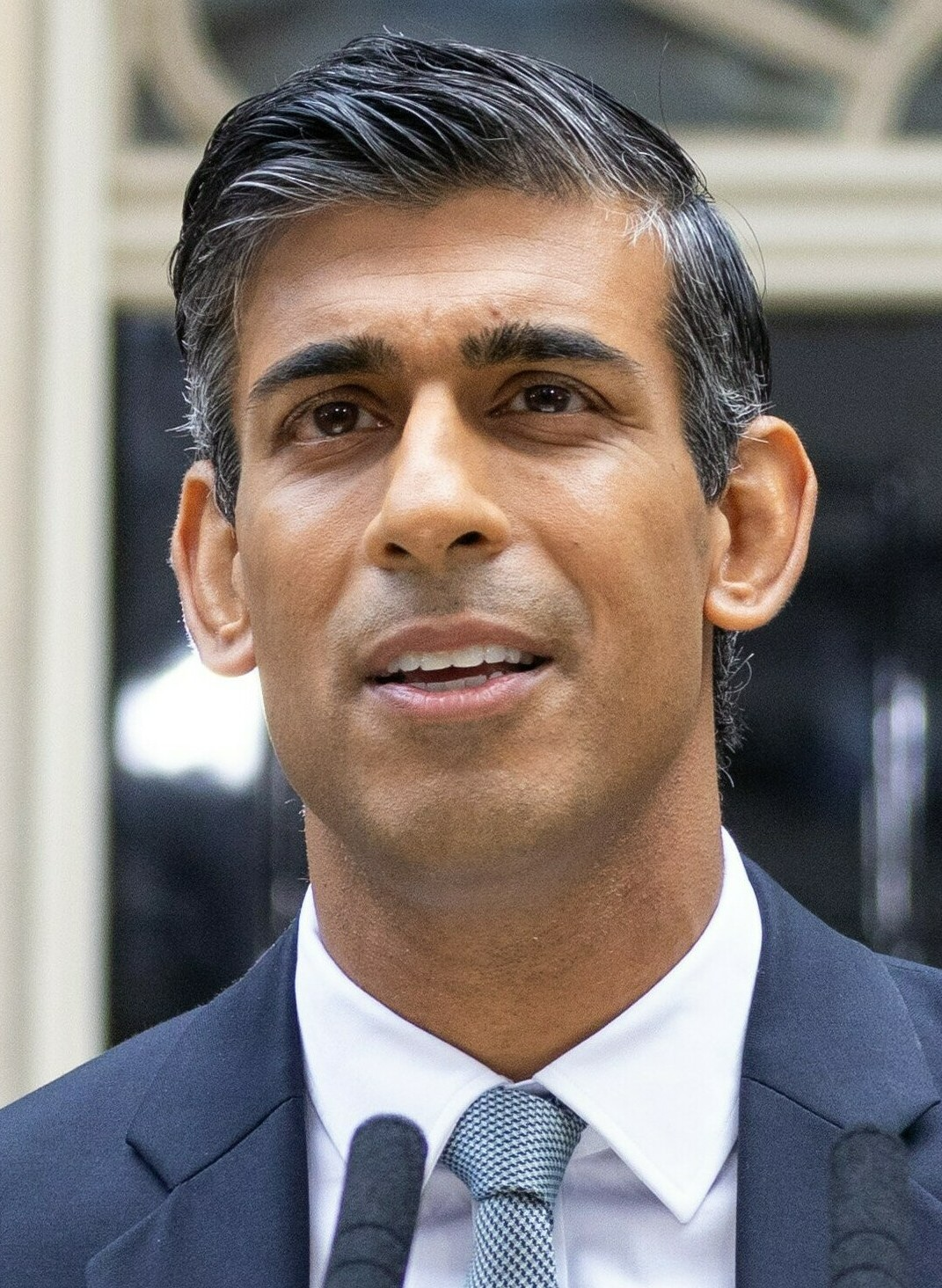
عمل سوناك ف تحت إدارة شارب في بنك غولدمان ساكس

ريتشارد سيمون شارب (بالإنجليزية: Richard Simon Sharp) (8 فبراير 1956-) هو مصرفي إنجليزي سابق شغل منصب رئيس هيئة الإذاعة البريطانية (بي بي سي) منذ فبراير 2021، إلا أنه قدم استقالته في 28 أبريل 2023، بعد نتائج تحقيق أظهر انتهاكه لقواعد عدم الإفصاح عن دوره في ترتيب قرض لرئيس الوزراء السابق، بوريس جونسون، وستدخل استقالته حيز التنفيذ في نهاية يونيو 2023، بعد عرضها على مجلس إدارة بي بي سي ووزير الدولة للثقافة والإعلام والرياضة البريطاني.
عمل شارب في بنك جي بي مورغان لثماني سنوات، قبل أن يمضي 23 عامًا في بنك غولدمان ساكس، وكان رئيسًا لريشي سوناك، رئيس الوزراء البريطاني، عند عمله في البنك. وقد تبرع بأكثر من 400 ألف جنيه إسترليني لحزب المحافظين. وتعرض شارب لانتقادات بسبب مساعدة بوريس جونسون في الحصول على قرض قيمته 800 ألف جنيه إسترليني خلال فترة توليه منصب رئيس الوزراء وعدم افصاح الأول عن ذلك أثناء عملية تعيينه في بي بي سي.
قبل تعيينه رئيساً لهيئة بي بي سي، عمل شارب رئيسًا للأكاديمية الملكية للفنون في الفترة بين عامي2007 و2012، كما كان عضوًا في لجنة السياسة المالية لبنك إنجلترا من عام 2013 وحتى عام 2019.
توقع مراقبون مساعدة ريشي سوناك لشارب في قيادة المفاوضات مع الحكومة حول مستقبل رسوم ترخيص بي بي سي.

## النشأة
ولد ريتشارد شارب في 8 فبراير 1956، لعائلة يهودية  في العاصمة البريطانية (لندن). ووالده هو إريك شارب، الذي كان عضواً في مجلس اللوردات ورئيسًا لشركة الاتصالات البريطانية "كابل آند وايرليس" من 1980 إلى 1990. كما شغلت شقيقته التوأم، فيكتوريا شارب ، منصب رئيس قسم "مقعد الملك" في المحكمة العليا في إنجلترا وويلز.
تلقى شارب تعليمه في مدرسة ميرشانت تايلورز في نورثوود، ودرس في مدرسة كريست تشيرش ، بجامعة أكسفورد، حيث نال درجته العلمية في الفلسفة والسياسة والاقتصاد منها في عام 1978.

## حياته المهنية
عمل شارب في بنك جي بي مورغان لثماني سنوات. وعمل بعدها إلى بنك غولدمان ساكس لمدة 23 عامًا، وترقى حتى شغل منصب رئيس مجلس إدارة أعمال البنك الاستثمارية الرئيسية في أوروبا، قبل مغادرته عام 2007. كان شارب رئيس ريشي سوناك في بنك غولدمان ساكس، وعمل مستشارًا لبوريس جونسون عندما كان عمدة لندن، كما عمل كمستشار بلا أجر لسوناك إبان حملة بريطانيا الاقتصادية لوباء COVID-19.
شغل شارب أيضاً مقعد عضو في لجنة السياسة المالية لبنك إنجلترا من 2013 إلى 2019. وفي عام 2014، انضم إلى شركة راوند شيلد بارتنرز للاستثمار العقاري حتى فبراير 2021.
كما عمل رئيسًا للأكاديمية الملكية للفنون من 2007 إلى 2012.

## رئاسة بي بي سي
في يناير 2021، عُيّن شارب رئيساً لهيئة الإذاعة البريطانية، خلفًا لديفيد كليمنتي. وعد شارب، بعد فترة وجيزة من تعيينه، وزارة الثقافة والإعلام والرياضة البريطانية منح راتبه البالغ 160 ألف جنيه إسترليني في البي بي سي للأعمال الخيرية.

### جدل سياسي
كشفت صحيفة الغارديان تبرع شارب بأكثر من 400000 جنيه إسترليني لحزب المحافظين، إبان عمله مديرًا سابقًا لمركز الدراسات السياسية، وهو مركز أبحاث أنشأته مارغريت تاتشر في السبعينيات وتجمعه روابط تاريخية بحزب المحافظين. وعُيّن شارب عقب تعيين تيم ديفي، المرشح السابق لمجلس حزب المحافظين ، في منصب المدير العام . رفضت البروفيسورة ديان كويل، التي سبق لها العمل في البي بي سي ترست، تعيين شارب لمنصبه في هيئة الإذاعة البريطانية قائلة: "لا ينبغي أن يكون ضمن الخيارات".

### مساعدة جونسون
في يناير 2023، كشفت صحيفة صنداي تايمز مشاعدة شارب رئيس الوزراء آنذاك، بوريس جونسون، في الحصول على قرض قيمته 800 ألف جنيه إسترليني، قبل أسابيع فقط من إعلانه رئيساً لشبكة بي بي سي، وأشارت إلى مساعدة شارب لجونسون عبر ربطه بالملياردير الكندي، سام بليث، والذي دخل ضمن العملية كضامن لجونسون. لم يشر شارب إلى العملية. وبعد ما أثيرت القضية أقر شارب أنه ربط بين جونسون وبليث، إلا أنه نفى أن يكون هذا تضاربًا في المصالح. فيما أكد جونسون عدم معرفة شارب "أي شيء" عن موارده المالية الشخصية.
بعد انتشار القضية، دعا حزب العمال إلى إجراء تحقيق في تعيين شارب رئيسًا لهيئة الإذاعة البريطانية (بي بي سي)، وأشار الحزب المنافس لحزب المحافظين، إلى أن رئيس الوزراء قد انتهك قواعد السلوك، فيما رفض مكتب رئيس الوزراء الاتهامات عبر متحدثه الرسمي، مؤكداً أن شارب عُين في منصبه على أساس جدارته . ومع مراجعة مجلس إدارة هيئة الإذاعة البريطانية احتمالية تضارب المصالح بين رئيسها وجونسون،  أكد شارب أنه لن يستقيل من منصبه ، إلا أن تأكيداته لم تصمد كثيراً، حيث قدم استقالته في 28 من أبريل عام 2023، قائلاً: "أشعر بأن هذا الأمر قد يصرف التركيز عن العمل الجيد، الذي تقدّمه المؤسسة إذا بقيت في المنصب حتى نهاية فترتي".
أعادت قضية تعيين شارب الجدل الذي لحق تعيين حكومة توني بلير العمالية لغافين ديفيز رئيسًا لهيئة الإذاعة البريطانية في عام 2001. وكتب روجر بولتون في "الغارديان"، قبل أربعة أيام من استقالة شارب، إن وجه الشبه مع القضيتين تكمن في أنهما كانا متبرعين لحزب سياسي، ومليونيرين، وشريكين سابقين في بنك جولدمان ساكس، مطالباً بإنهاء التعيينات السياسية في رئاسة البي بي سي لاستعادة الثقة بها.
في السابع من فبراير 2023، لم يخبر شارب وزارة الثقافة والإعلام والرياضة بعلاقته مع جونسون وخلصت الوزارة إلى أن هذا الإغفال حال دون التدقيق المناسب. وقالت لجنة مشتركة بين الأحزاب السياسية أن شارب "فشل في تقديم الحقائق الكاملة التي طلبناها لإصدار حكم مستنير بشأن مدى ملاءمته كمرشح". وأعلنت النائبة العمالية لوسي باول خشيتها من أن التقرير وضع حيادية واستقلالية البي بي سي موضع شك وانتقدت ما وصفته بـ "المحسوبية"، بينما دعت النائبة الليبرالية الديموقراطية ديزي كوبر إلى التحقيق مع جونسون أيضاً.

### مطالبات بالتنحي
وقال المذيع جوناثان ديمبليبي إن شارب يجب أن "يسقط سيفه"، في إشارة إلى مطالبته بالتنحي، بسبب الانتقادات التي واجهها، مشيراً إلى ما وصفه بـ"القدر الكبير من الضرر الذي لحق بي بي سي". وذهب الصحفي باتينس ويتكروفت إلى أبعد من ذلك ، حيث كتب أن القرض المقدم لجونسون ساعد شارب في الفوز بأعلى منصب في هيئة الإذاعة البريطانية ، مضيفاً: "ما تحتاجه الشبكة هو رئيس لا تشوبه شائبة ".
واعتبر ريتشارد نورتون تيلور، مراسل شؤون الدفاع السابق في الغارديان قضية شاب "أحدث حلقة في تاريخ طويل من العلاقة الوثيقة بين هيئة الإذاعة البريطانية والطبقة العليا للحكومة".
في 10 مارس 2023 ، دعا العديد من السياسيين والمحللين إلى استقالة شارب. وقال زعيم حزب العمال كير ستارمر إنه "يتعذر الدفاع عن شارب بشكل متزايد"،  بينما قال مارك روسكيل، المتحدث الثقافي باسم حزب الخضر الاسكتلنديين: "على ريتشارد شارب أن يستقبل الآن. كل ثانية يبقى فيها يصعّب فيها من أداء بي بي سي على مهامها بعيدًا عن تأثير الحكومة"  ودعا إد ديفي، زعيم الديمقراطيين الليبراليين، سوناك إلى "فعل الصواب وإقالة ريتشارد شارب".

### التحقيق والاستقالة
في 6 فبراير 2023، فتح مكتب مفوض التعيينات العامة تحقيقًا في تعيين شارب، إلا أنه تنحى عن القضية لأنه "التقى بشارب في عدة مناسبات"، وعين المحامي آدم هيبستيل لقيادة التحقيق.
نُشرت نتائج التحقيق في 28 أبريل 2023  وقدم شارب استقالته، والتي ستصبح سارية المفعول في نهاية يونيو 2023.

## حياته الشخصية
في عام 1987، تزوج ريتشارد شارب من الأمريكية فيكتوريا هال، التي زاملته في بنك جولدمان ساكس في ولاية كونيتيكت . وأنجبت له ثلاثة أطفال. وفي أكتوبر 2008، انتقل الزوجان إلى كنسينغتون في ولاية كانسس، وبلغت ثروتهما الصافية 500 مليون جنيه إسترليني. وفي عام 2014، انفصل الزوجان، وتزوجت هال من المصرفي البريطانيسايمون روبي. كما أن لدى شارب أيضاً ابنة أخرى من زواج ثان انتهى أيضًا.

## تبرعاته السياسية
بين عامي 2001 و 2019، قدم شارب حوالي 410.000 جنيه إسترليني لحزب المحافظين، كان أكثر من 90٪ منها بين عامي 2004 و 2010، ، كما قدم 35.000 جنيه إسترليني لمركز أبحاث كويليام عبر مؤسسته الخيرية ، وعندما سؤاله عن سبب تبرعه لكويليام، برر شارب الأمر بإعجابه بجهود مؤسسه ماجد نواز في مكافحة التطرف والراديكالية.